# Goditha rumeliana
Goditha rumeliana är en fjärilsart som beskrevs av Heinrich 1926. Goditha rumeliana ingår i släktet Goditha och familjen vecklare. Inga underarter finns listade i Catalogue of Life.